# ریشارد اشتراوس
ریشارد اشتراوس (به آلمانی: Richard Strauss) (زاده ۱۱ ژوئن ۱۸۶۴ - درگذشته ۸ سپتامبر ۱۹۴۹) آهنگساز و رهبر ارکستر آلمانی بود.

## زندگی
وی در مونیخ به دنیا آمد. پدرش نوازنده چیره‌دست کر بود که او را از اوایل کودکی با موسیقی آشنا کرد.
مهم‌ترین مشخصات آثار اشتراوس عبارت‌اند از تأکید فوق‌العاده بر منطقه صوتی بسیار زیر سازها و اصوات انسانی، سازبندی عظیم و پرصدا و قسمتهای بسیار مشکل در سازهای بادی بویژه ساز کر که بسیار مورد نظر او بود. علاقهٔ شدید اشتراوس به صداهای زیر در اپرای سالومه که در آن از سه صدای سوپرانو استفاده کرده، کاملاً مشهود است.
مهم‌ترین آثار اشتراوس پوئم‌سمفونیهای او هستند که به دو دسته تقسیم شده‌اند:
اول، پوئم‌سمفونی‌هایی که مبنای فلسفی دارند مانند مرگ و دگرگونی (۱۸۸۹ Tod und Verklärung) و چنین گفت زرتشت (۱۸۹۶ Also Sprach Zarathustra). این قطعات فاقد داستان هستند و بیشتر اشخاص یا مفاهیم را تفسیر می‌کنند.
دسته دوم پوئم‌سمفونی‌هایی که جنبهٔ توصیفی دارند.
از اپراهای برجسته و به‌یادماندنی اشتراوس اپرای سالومه Salome و سوارکار گل سرخ
Der Rosekavalier شهرت فراوانی دارند.
اپرای سالومه که باعث شهرت فوق‌العاده اشتراوس نه تنها در میان مردم آلمان بلکه در تمام کشورهای اروپایی شد، در سال ۱۹۰۵ روی نمایشنامهٔ اسکار وایلد در یک پرده تصنیف شد.
اشتراوس بسیاری از مشخصات موسیقی واگنر از جمله تداوم و پیوستگی چند صدایی (پلیفونی) در ارکستر و تکنیک لایت‌موتیف را در این اپرا به کار بسته‌است.

## برخی از آثار
- چنین گفت زرتشت (با الهام از کتابی با همین نام از: فریدریش نیچه فیلسوف و شاعر آلمانی)
- سونات برای پیانو
- سونات برای ویلنسل
- سونات برای ویلن
- چهار نوازی برای سازهای زهی
- ۵ قطعه برای پیانو
- مجموعه لیدها
- ۱۵ اپرا
- کنسرتو ابوا
- کنسرتو ویلن
- سمفونی در ره کوچک
- زندگی یک قهرمان
- دون کیشوت
- چهار ترانه آخر

## یادداشت

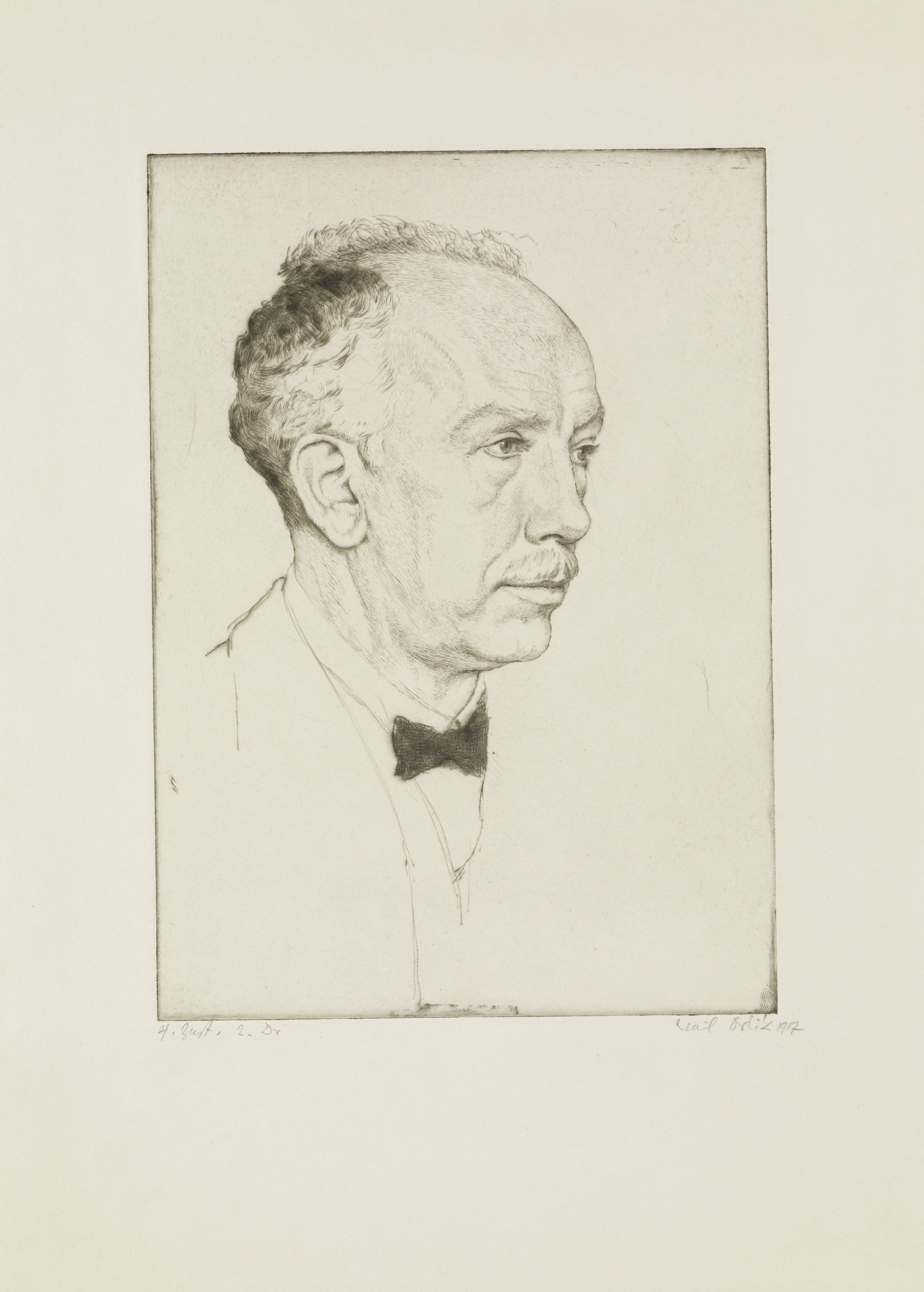
ریشارد اشتراوس

1. ↑  تلفظ نادرست ولی نسبتاً رایج در فارسی: ریچارد اشتراوس